# Le Hobbit (South Park)
Pour les articles homonymes, voir The Hobbit.
Le Hobbit (The Hobbit en VO) est le dixième et dernier épisode de la dix-septième saison de la série télévisée d'animation américaine South Park et le 247e épisode de la série globale. Il est diffusé pour la première fois aux États-Unis le 11 décembre 2013 sur Comedy Central.
L'histoire est centrée sur les efforts de sensibilisation entrepris par Wendy Testaburger au sujet de l'influence des médias sur l'image corporelle, ce qui conduit le rappeur Kanye West à mener une croisade pour convaincre le monde que sa fiancée, Kim Kardashian, n'est pas un Hobbit.

## Résumé
Au cours de l'entrainement des pom-pom girls, les élèves de CM1 de l'école primaire de South Park se rendent compte que Lisa Berger, une fille qui manque de confiance et qui se voit comme la fille "grosse et moche" du groupe, n'est pas enthousiaste dans ses acclamations. Lorsque la capitaine de l'équipe, Wendy Testaburger, apprend que Lisa a le béguin pour Butters, elle lui suggère de proposer un rencard à ce dernier pour stimuler sa confiance. Lorsque Lisa fait cela, Butters rejette sa demande, prétextant qu'elle est "trop grosse" pour lui. Lorsque Wendy condamne Butters pour son attitude, il lui répond qu'il aime les femmes qui prennent soin d'elles comme la célébrité pour laquelle il a le béguin, Kim Kardashian. Avec colère, Wendy répond à Butters que Kim a "le corps d'un Hobbit", que les images qu'elle commercialise sont photoshopées pour la rendre plus séduisante, et qu'elle amène ainsi à rendre les "filles normales" complexées.
M. Mackey convoque Wendy et Butters dans son bureau, mais au lieu de réprimander Butters pour la façon dont il a parlé à Lisa, il critique Wendy pour ses commentaires sur Kim Kardashian, l'accusant d'être motivée par la jalousie. À la suite de cela, le fiancé de Kardashian, Kanye West, est invité dans la salle de classe pour expliquer que Kim Kardashian n'est pas un Hobbit. Toutefois, tout en argumentant sur ce point, il finit par saper son intervention en concédant que plusieurs attributs de sa fiancée sont effectivement les mêmes que ceux des Hobbits. Dans le doute, il en vient à lui téléphoner plusieurs fois pour lui demander si elle n'est pas un Hobbit, un gag qui revient tout au long de l'épisode.
Wendy tente ensuite d'expliquer à Butters la façon dont Photoshop est utilisé pour rendre les gens plus attirants en modifiant une photo de Lisa Berger, en affinant et en rendant plus glamour l'image de la jeune fille. Mais au lieu de conclure que l'image de Kim Kardashian est un fantasme, Butters pense au contraire que l'image altérée de Lisa représente son véritable aspect. Horrifié lorsqu'il réalise avoir refusé sa demande de rencard, il met en ligne la photo modifiée de Lisa, et s'apprête à lui demander de sortir avec lui quand il découvre qu'elle sort déjà avec Clyde Donovan. Wendy se rend compte que tout le monde à l'école voit dorénavant l'apparence de Lisa à travers l'image photoshoppée d'elle sur Internet. Wendy essaie de leur expliquer que Lisa est en réalité "grosse et moche", en conséquence de quoi elle est une nouvelle fois convoquée dans le bureau de M. Mackey, auprès duquel elle s'engage à changer son comportement.
Lors d'une cérémonie dans laquelle le pape François est nommé personnalité de l'année par le magazine Time, Kanye West se rue sur scène et s'empare du micro pour contester le fait que Kim Kardashian soit un Hobbit, mais il s'embrouille dans son argumentaire en mentionnant que sa fiancée serait dans un film avec des Hobbits et des Nains. Il produit alors un clip musical dans le but de défendre sa fiancée, mais il énonce une fois encore des traits partagés entre cette dernière et les Hobbits.
Alors que la popularité de Lisa à l'école grandit, les autres pom-pom girls font remarquer à Wendy que plus personne ne fait attention à elles, et lui demandent de produire des images photoshopées d'elles pour retrouver leur popularité. Quand Wendy refuse, les pom-pom girls, encouragées par une Lisa devenue plus superficielle et hautaine, décident de retoucher leurs photos elles-mêmes. Les garçons leur prêtent alors attention, et Stan demande à Wendy s'il peut avoir une image photoshopée d'elle, ce qu'elle refuse avec colère. Elle souligne que tous les gens ont des imperfections, y compris elle-même, Stan, et tout le monde dans l'école. Cependant, les pom-pom girls, Mackey, et une foule d'autres élèves surprennent uniquement la dernière partie de sa déclaration et croient qu'elle est une "rageuse". Wendy apparait dans l'émission matinale de Channel 9 pour dénoncer la façon dont la diffusion d'images faussées par les médias créé des critères physiques irréalistes pour les filles, mais elle est à nouveau considérée comme jalouse.
Dans le milieu de la nuit, Wendy est réveillée par Kanye West, qui vient dans sa chambre pour lui lire l'histoire d'une Hobbit qui rêvait d'être aussi jolie que Beyoncé. Dans ce récit, qui amène le rappeur à pleurer pendant sa lecture, la Hobbit devient belle grâce à une poudre magique appelée "Photoshop", mais sa vraie nature est mise à nu par une petite fille jalouse. Toutefois, le fiancé de la Hobbit lui dit qu'il l'aime malgré tout. Wendy, touchée, présente ses excuses sur le fait d'avoir été "rageuse". Le lendemain, les larmes aux yeux, elle abandonne sa croisade et retouche une photo d'elle, pour ensuite l'envoyer dans un courrier électronique de masse.